# Parti national reconstitué
Le Parti national reconstitué d'Afrique du Sud (en afrikaans : Herstigte Nasionale Party van Suid-Afrika ; HNP) est un parti politique sud-africain d'extrême droite, né d'une scission d'avec le Parti national en 1969 pour protester contre la décision du premier ministre John Vorster d'autoriser la venue de joueurs et de spectateurs Maoris à l'occasion de la tournée des All Blacks de Nouvelle-Zélande en Afrique du Sud en 1970. Le parti était aussi opposé à l’établissement de relations diplomatiques entre l'Afrique du Sud et le Malawi et à la désignation par ce pays d'un ambassadeur noir en Afrique du Sud. Le HNP s'est ensuite positionné comme un parti afrikaner radical. Réduit à un groupuscule, y compris au sein de la mouvance des partis séparatistes ou autonomistes afrikaners, il est le seul parti politique d'extrême droite issu de la période d'apartheid encore en activité aujourd'hui.  

## Création

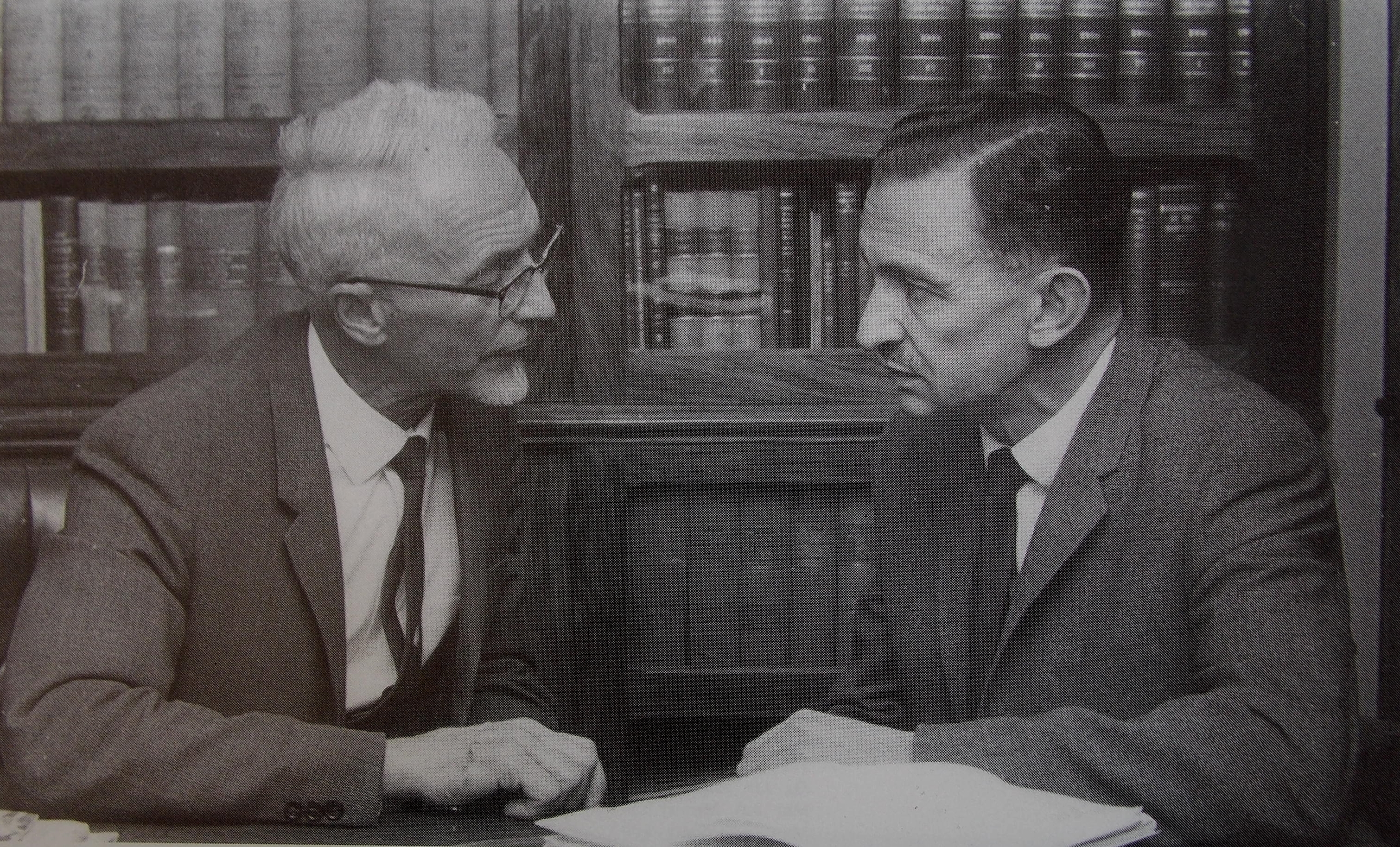
Les fondateurs du Parti national reconstitué, Albert Hertzog et Jaap Marais, en 1969.

Le 24 octobre 1969, à Pretoria, Albert Hertzog, ancien ministre de la Santé, des Postes et des Télégraphes, fondait avec plusieurs de ses partisans exclus du Parti national le Herstigte Nasionale Party (ou Parti national reconstitué), en signe de protestation contre la décision du premier ministre John Vorster d'autoriser la venue de joueurs et de spectateurs maoris lors de la tournée des All Blacks de Nouvelle-Zélande en Afrique du Sud en 1970. Le parti était aussi opposé à l’établissement de relations diplomatiques entre l'Afrique du Sud et le Malawi en 1967, et à la désignation par ce pays d'un ambassadeur noir en Afrique du Sud. 
Le HNP fondait sa doctrine sur un calvinisme radical, prônant une ségrégation raciale complète et l'adoption de l'afrikaans comme unique langue nationale. 
Lors des élections anticipées du 22 avril 1970, tous les candidats du HNP (3,70 % des suffrages) furent laminés et sortis du parlement. Le HNP a présenté 48 candidats lors des élections du 24 avril 1974, mais n'a pas réussi à avoir un impact dans une élection où les réformistes avançaient.
Le 25 septembre 1976, environ 80 membres du Parti national reconstitué, sous l'impulsion du numéro deux du parti, Jaap Marais, organisent en soutien à Ian Smith, le premier ministre rhodésien une marche de protestation jusqu’à la résidence de Vorster alors appelée Libertas à Pretoria, ils voulaient ainsi protestaient contre l'acceptation la veille par Ian Smith, sous la pression de Vorster, du plan du secrétaire d'état américain Henry Kissinger qui prévoyait l'arrivée au pouvoir de la majorité noire en Rhodésie après une période de transition de deux ans et accusaient Vorster d'avoir bradé les négociations sur la Rhodésie (Marais et un certain nombre de ses partisans furent arrêtés par des policiers armés avec des chiens). Marais aurait aussi accusé Vorster d’être un traître aux Rhodésiens blancs.
Opposé aux conclusions de la conférence de la Turnhalle, (initiée par le gouvernement sud-africain et qui eut lieu du 1er septembre 1975 au 6 octobre 1977). Le HNP dirigé par Sarel Becker, participa tout de même aux premières élections parlementaires multiraciales dans le Sud-Ouest africain (future Namibie) qui eurent lieu en décembre 1978, mais n'obtient que 1,78 % des voix et un seul député.

## Émergence du HNP

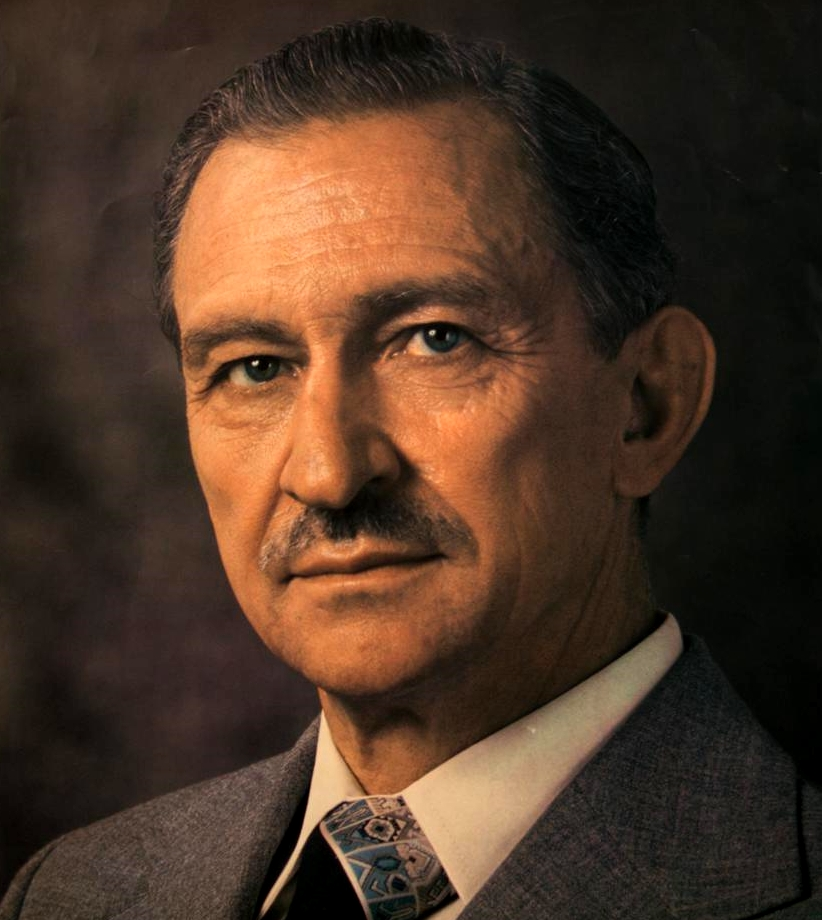
Jacobus Albertus (Jaap) Marais.

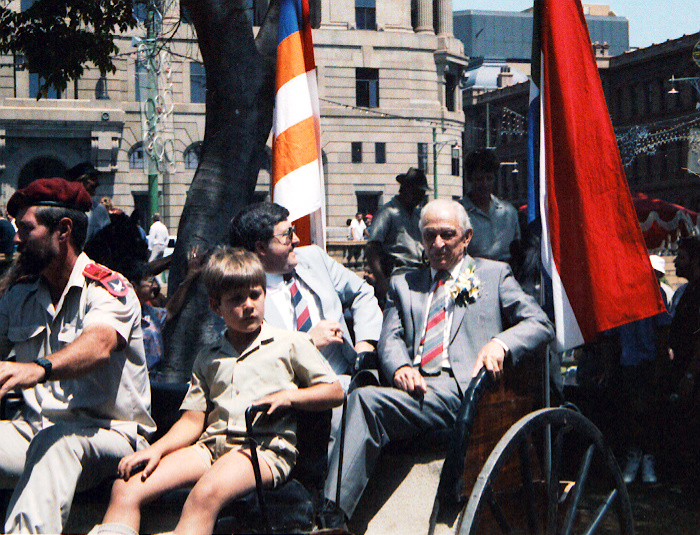
Jaap Marais lors d'un défilé à Pretoria du HNP.

Après le retrait de Hertzog, le parti est repris par Jaap Marais en 1977 et en 1981, obtenait 13,1 % des voix mais aucun député. Ce sursaut en voix intervenait dans un contexte particulier à la suite des émeutes de Soweto, à la mise en place d'un programme réformateur par Pieter Willem Botha et à des dissensions internes au sein du parti national entre verkramptes (« crispés ») et verlighte (« éclairés »). Le HNP devint alors la voix d'une opposition extra-parlementaire virulente. Son espoir d'entrer au parlement se concrétise en 1985 quand Louis Stofberg l'emporte sur le candidat du parti national lors d'une élection partielle à Sasolburg. Lors des élections générales de 1987, Stofberg se rallie au parti conservateur dirigé par Andries Treurnicht lequel devient alors le chef de l'opposition parlementaire et le principal opposant aux réformes de Pieter Botha. 
Réduit à un activisme extra-parlementaire, le HNP se lie avec des mouvements et des milices extrémistes afrikaners comme le Mouvement de résistance afrikaner et le Boerestaat Party.

## Période post-apartheid
Le HNP est brièvement membre du front Afrikaner mené par Constand Viljoen mais après sa dislocation, refuse de participer aux premières élections multiraciales et condamne la formation du Front de la liberté. Ils sont alors marginalisés mais participent en 1995 aux élections municipales sur un programme fondé sur l'auto-détermination des Afrikaners dans le cadre d'un nouvel apartheid. 
Jaap Marais meurt en 2000 et est remplacé à la tête du parti par Willie Marais. Willie Marais meurt en décembre 2007 et est remplacé comme chef du parti par Japie Theart. Le chef actuel du parti est Andries Breytenbach.

## Périodique et devise
Die Afrikaner est la publication du HNP et la devise du parti est Die Land is ons Land (« Cette terre est notre terre »).

## Idéologie
Le HNP s'oppose au Volkstaat, proclamant que toute l'Afrique du Sud appartient aux Afrikaners et que les intérêts des populations noires peuvent être préservés dans les bantoustans. Le HNP ne reconnaît pas la nouvelle constitution sud-africaine (1996) ni les institutions sud-africaines dans leur ensemble. Il se réfère à un apartheid verwoerdien qui n'a pas été appliqué par ses successeurs et qui expliquerait, selon le HNP, l'échec de l'apartheid.